# نوغاب تشيك (شاخنات)
نوغاب تشیك (بالفارسية: نوغاب چیک) هي مستوطنة تقع في إيران في قسم شاخنات الريفي. يقدر عدد سكانها بـ 154 نسمة .